# Opoul-Périllos
Opoul-Périllos é uma comuna francesa na região administrativa da Occitânia, no departamento dos Pirenéus Orientais. Estende-se por uma área de 50.53 km², com 1.196 habitantes, segundo o censo de 2018, com uma densidade de 24 hab/km².